# Pâtisserie Colibri
Colibri est une entreprise française de pâtisseries industrielles basée à Pons (Charente-Maritime) et fondée en 1896.
Elle fabrique des madeleines, des financiers et des cakes. La spécialité de la marque est la madeleine avec une coque en chocolat.
L'entreprise est une filiale du Groupe Roullier, un groupe français basé à Saint-Malo (Ille-et-Vilaine), spécialisé dans la production et la transformation chimique de nutriments et d'aliments pour les plantes, les animaux et les humains.

## Histoire

### Genèse de l'entreprise
Originellement établie au cœur de la vieille ville, la biscuiterie «Sire de Pons» est fondée en 1896. Les madeleines y sont déjà fabriquées, sorte de pâtisseries locales qui perpétuaient le « souvenir des massepains d’antan ou du carquelin du XVIIIe siècle ».
Dès le début du XXe siècle, la petite entreprise commence à se développer en écoulant sa production par « la vente à l’unité, à la sortie de la gare dont les madeleines étaient transportées dans de petites carrioles aujourd’hui conservées dans le hall d’entrée de Colibri ».
La biscuiterie conserve un niveau de production artisanale pendant toute la période de l’entre-deux-guerres comme une autre entreprise concurrente qui fabrique également dans la ville des biscuits sous la marque « Le Donjon ». Étant de dimension semi-industrielle, ces entreprises emploient alors un personnel saisonnier, d’origine rurale, alliant le travail aux champs et le travail à l’usine comme cela se pratiquait habituellement dans la région.
En 1922 est créée une troisième biscuiterie au cœur de la vieille ville, sur l'avenue Gambetta, par un boulanger de la ville, Daniel Faure qui lance une gamme de biscuits sous le nom de Petit Colibri.

### Pons, «la cité des biscuits»
Après la Seconde Guerre mondiale, l’entreprise Colibri change peu à peu ses structures de production et entre dans une phase résolument industrielle de ses activités. Dès 1946, la production des madeleine est encore réalisée à la main. En 1953, l'entreprise est rachetée par l'industriel Gabriel Moreau qui installe l'usine sur les hauteurs de la ville, sur l’actuelle avenue de Marennes, dans un ancien entrepôt de matériaux de construction. Elle emploie alors une vingtaine de personnes et la production est expédiée dans de petits colis en carton par train à La Rochelle, Angoulême ou Paris.
Une nouvelle usine est édifiée en 1965 afin d'automatiser les productions. À la fin des années 1950, Colibri emploie plus de 60 personnes et devient l’une des entreprises les plus importantes dans le tissu industriel local avec Wesper.
Dans les années 1960 et 1970, les madeleines en chocolat assurent à l’entreprise un tel succès commercial que l’usine est de nouveau agrandie en 1979. Entre-temps, elle a absorbé les deux biscuiteries locales qui écoulaient leur production sous les anciennes marques Sires de Pons et Le Donjon. En 1977, l’entreprise rachète une usine en région parisienne (Biscuiterie AZUR). C'est dans cette période de grande prospérité que Pons prend le surnom de « Cité des biscuits ».
La nouvelle usine est construite en 1979 et abrite un entrepôt des matières premières, un laboratoire de fabrication, un atelier d'emballage et un hall d'expédition. De nouveaux bureaux sont également bâtis vers 1980. La surface totale occupée au sol est de 20 000 m², ce qui en fait un des plus grands établissements industriels de la ville. L’entreprise est alors parvenue à son apogée, elle emploie dans ses différents sites de production 350 personnes.
Après les trente glorieuses (1946-1975), la situation économique de Colibri se dégrade. L’entreprise est rachetée plusieurs fois.
En 2017, le produit phare de la marque, les madeleines avec la coque chocolat moulée à la main sont de nouveau en magasin.
L'entreprise lance une nouvelle marque appelée Maison Colibri. Tous les produits sont fabriqués dans l’usine de Pons.

## Géographie
Le site de production se situe à Pons en Charente-Maritime et le siège social à Saint-Malo en Ille-et-Vilaine.

## Produits
L'entreprise fabrique des madeleines, des cakes et des financiers.
- Les madeleines : coque chocolat ; noisette coque chocolat au lait ; pistache ; framboise ; sirop d’érable et éclats de noix de pécan ; nature ; amande ; citron, fourrage citron et éclats de meringue, chocolat coque chocolat
- Les cakes : chocolat et noix ; poire et caramel
- Les financiers aux amandes
- La marque a lancé en 2019 un outil permettant de personnaliser ses madeleines. Le choix est donné pour la pâte, le topping[Quoi ?] et la coque en chocolat.

Les pâtisseries fabriquées par l'entreprise ne contiennent pas d'huile de palme, de colorant artificiel et sont pétries et cuites sans conservateurs.